# Noël Le Mire
Noël Le Mire (Rouen, 20 novembre 1724 – Parigi, 21 marzo 1801) è stato un disegnatore e incisore francese.

## Biografia

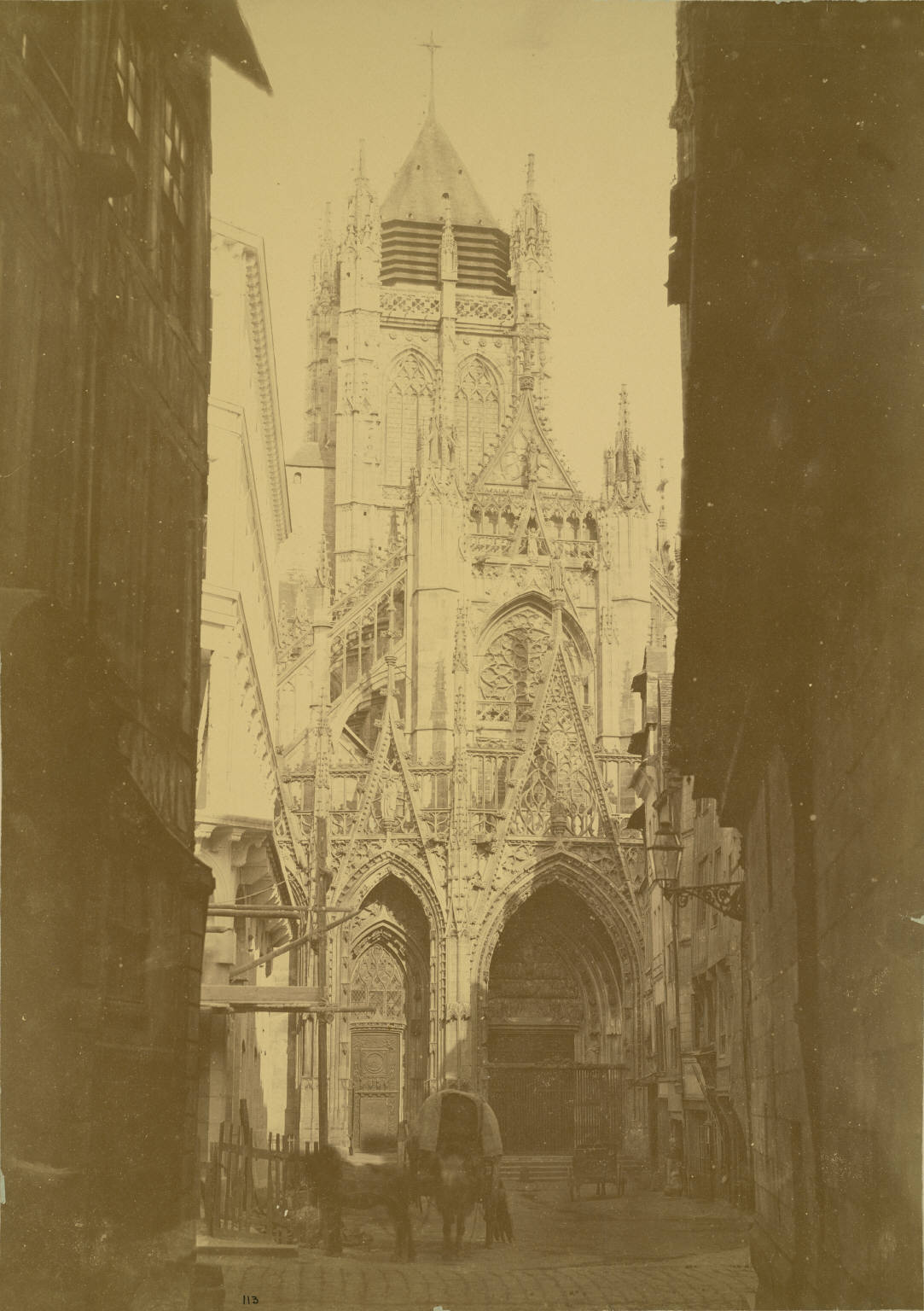
La Chiesa di San Maclovio, dove Noël Le Mire fu battezzato il 21 novembre 1724

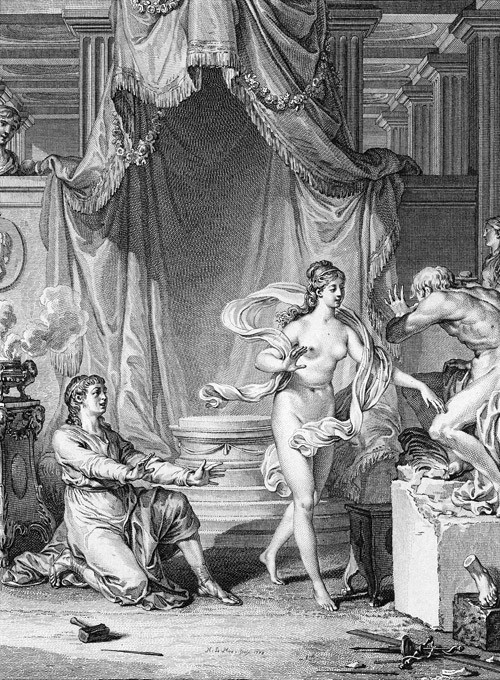
Pigmalione (dalle Metamorfosi di Ovidio)

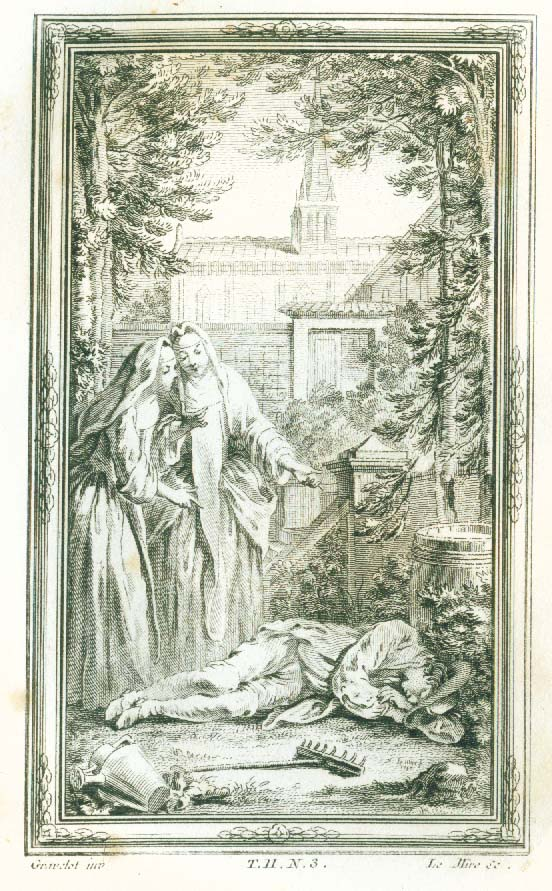
Boccaccio, Il Decamerone, da Gravelot

Noël Le Mire nacque in rue des Arpents, a Rouen (parrocchia di san Maclovio), figlio di Noël Le Mire, marinaio, commerciante di legname e trasportatore d'acqua, e di Anne-Marguerite Mancel. Era il primogenito di tredici figli, tra cui Jean Le Mire (1725-1791), tenente di fregata la cui partecipazione alla difesa di Québec e alla guerra d'indipendenza americana gli valse il titolo di Cavaliere dell'Ordine di San Luigi, e due futuri incisori, Louis e una figlia di cui non si conosce il nome.
Dal 1740 Noël Le Mire studiò disegno presso la nuova scuola gratuita di disegno e pittura della sua città, diretta da Jean-Baptiste Descamps, prima di trasferirsi a Parigi nel 1745 o 1746 secondo Jules Hédou, o nel 1750 secondo Frédéric Morvan-Becker (cioè dopo il secondo premio al concorso di disegno di modelli del 1749 e il primo premio al concorso dell'agosto 1750), dove divenne allievo di Jacques-Philippe Le Bas. Sia Jules Hédou che Frédéric Morvan-Becker concordano nel citare la lettera di Jacques-Philippe Le Bas del 9 maggio 1751 all'incisore svedese Jean Eric Rehn: "Il nostro normanno Le Mire guadagna diciotto sterline al giorno. Ha, per una piccola figura in piedi che ha realizzato in sei giorni, cento sterline", interpretando la fascia di reddito elevata come se Le Bas avesse inserito Le Mire tra i suoi migliori “dipendenti”.
Le Mire, il cui bulino era fine e arguto, riuscì a rendere con grande perfezione i dipinti di David Teniers il Giovane, dai quali, seguendo l'esempio del suo maestro, amava esercitarsi. Le Mire ebbe particolare successo nelle vignette, e quelle che incise per i Racconti di La Fontaine, per l'edizione nota come dei Fermiers-Généraux, per Le Metamorfosi di Ovidio e per il Tempio di Cnido di Montesquieu, sono molto apprezzate dagli intenditori.
Abile incisore, Le Mire aveva anche un grande talento per la realizzazione di piccoli ritratti: quelli di Enrico IV, Federico il Grande, Giuseppe II e Luigi XV si distinguono per la loro preziosa finitura. Illustrò il Decamerone di Boccaccio, le Opere di Pierre Corneille, Racine, Crébillon, Voltaire e Rousseau e le Favole di La Fontaine su disegni di Jean-Baptiste Oudry.
Tra le altre sue opere figurano paesaggi e marine; ritratti di Giovanna d'Arco, Washington, il Marchese Lafayette, Piron, Crébillon, Mademoiselle Clairon, incoronata da Melpomene, Giove e Danae, dal Carracci, la Morte di Lucrezia, da Andrea del Sarto, la Veduta del Vesuvio, come era nel 1757, i Nuovi commercianti fiamminghi e lo Stagno del Castello di Teniers, la Curiosità o la Lanterna Magica, i Resti di un Tempio di Venere sull'Isola di Nisida, l'Arco di Trionfo di Tito e la Spartizione della Polonia o la Torta dei Re. Curiosamente, quest'ultima stampa, composta ed eseguita da Le Mire, è oggi estremamente rara. La lastra era stata appena completata quando le autorità superiori ne ordinarono la distruzione. Tuttavia, il tenente generale Sartine, che stimava molto Le Mire, gli concesse una proroga di ventiquattro ore, di cui Le Mire approfittò per far stampare alcune prove prima che la lastra venisse distrutta. Una di queste prove si trova nella biblioteca di Rouen, collezione Leber.
Realizzò delle edizioni notevoli di Voltaire e di Jean-Jacques Rousseau. I suoi ultimi lavori fecero parte della magnifica collezione detta la "Galleria di Firenze".
Le Mire era membro associato delle Accademie di Rouen (1769), di Vienna (1768) e di Lilla (1783). Il fratello minore di Le Mire, Louis, fu suo allievo di incisione. Formò anche una delle sue sorelle, oltre a Jean-Pierre Houël e Rémi Delvaux. Non si sa se dal matrimonio con Barbe Desmoulins siano nati dei figli; Frédéric Morvan-Becker avanza la possibilità che un Cours d'études de dessin, pubblicato intorno al 1830, possa essere opera di uno dei figli dell'artista, vista la coincidenza dell'indirizzo.
Morì a Parigi il 21 marzo 1801, al numero 80 di rue de la Harpe.
I tratti di Noël Le Mire sono visibili in uno dei dodici busti, opera dello scultore Anatole Marquet de Vasselot, che ornano le pareti esterne del Museo delle belle arti di Rouen, sulla facciata nord (lato Place Restout, primo busto a sinistra).

## Opere

### Incisioni d'interpretazione
- Il pastore, da un dipinto di Nicolaes Berchem[7];
- La curiosità, da un'opera di Richard Brakenburgh;
- Decollazione di San Giovanni Battista, su disegno di Antoine Borel tratto da Guido Reni;
- Ritratto di Mademoiselle Clairon, da un'opera di Hubert-François Gravelot[8];
- Veduta del Vesuvio com'era nel 1757, da Charles François Lacroix de Marseille, 1762;
- Ritratto di La Fayette e Ritratto di George Washington, da opere di Jean-Baptiste Le Paon[9];
- Ritratto di Alexis Piron, da un dipinto di Nicolas-Bernard Lépicié;
- Veduta del bacino e della città di Bruges e del grande porto olandese, da un dipinto di Hendrik van Minderhout;
- La torta dei re o la spartizione della Polonia nel 1772, secondo Jean-Michel Moreau;
- La Vergine e San Sebastiano, da un dipinto del Parmigianino;
- La paura da un'opera di Jean-Baptiste Le Prince;
- Soffitto del teatro di Bordeaux e Ritratto di Claude Rousselet, abate della chiesa di Sainte-Geneviève a Parigi, da Jean Baptiste Claude Robin;
- La morte di Lucrezia, da Andrea del Sarto[10].
- L'Annunciazione della Vergine, da Francesco Solimena;
- Latona vendicata, da David Téniers il Giovane;
- Ritratto di un uomo sconosciuto, da van Dyck, incisione a matita di grande formato.

### Contributi bibliofili
- Voltaire, Œuvres de M. de Voltaire, nuova edizione notevolmente ampliata, arricchita di figure calcografiche, 11 volumi, frontespizio Busto di Voltaire affiancato da due donne, in basso un cherubino con lira e trombe, sullo sfondo Voltaire sui gradini del tempio dell'Immortalità, inciso da Noël Le Mire da Charles Eisen, Lambert, Parigi, 1751[11].
- Erasmo, L'elogio della follia tradotto dal latino di Erasmo da Nicolas Gueudeville, figure incise da opere di Charles Eisen da Jacques-Nicolas Tardieu, Noël Le Mire, Jean-Baptiste Delafosse, Louis Legrand, Jean-Jacques Flipart e Jacques Aliamet, pubblicato da Jean-Augustin Grangé, Jacques-François Mérigot, Charles II Robustel e Jean-Noël Le Loup, 1751.
- Abbé J.-F. de La Baume-Desdossat, La Christiade ou le Paradis reconquis, pour servir de suite au Paradis perdu de Milton, incisioni da Charles Eisen di Noël Le Mire e Jean-Baptiste Delafosse, pubblicato da Vase, Bruxelles, 1753.
- Pierre Joseph de Bourcet, Carte géographique du Haut-Dauphiné et de la frontière ultérieure, frontespizio inciso da Noël Le Mire da Hubert-François Gravelot, Parigi, 1758[12].
- Jean Racine, Œuvres di Racine, incisioni da Jacques de Sève di Jacques Aliamet, Jean-Charles Baquoy, Juste Chevillet, Jean-Jacques Flipart, Louis Legrand, Noël Le Mire, Louis-Simon Lempereur, Dominique Sornique e Jacques-Nicolas Tardieu, tre volumi, Imprimerie Le Breton, Parigi, 1760.
- Jean-Jacques Rousseau, Recueil d'estampes pour La nouvelle Héloïse, incise da dipinti di Hubert-François Gravelot da Jacques Aliamet, Pierre-Philippe Choffard, Jean-Jacques Flipart, Noël Le Mire, Louis-Simon Lempereur, Jean Ouvrier e Augustin de Saint-Aubin, Duchesne, Parigi, 1761[13].
- Jean de La Fontaine, Contes et nouvelles en vers, incisioni da Charles Eisen di Jacques Aliamet, Jean-Charles Baquoy, Jean-Baptiste Delafosse, Jean-Jacques Flipart, Noël Le Mire, Louis-Simon Lempereur, Jean-Jacques Le Veau e altri, due volumi stampati da Barbou a spese dei fermiers généraux, 1762.
- Pierre Patte, Monumenti eretti in Francia a gloria di Luigi XV, preceduti da una tavola dei progressi delle arti e delle scienze durante questo regno, nonché da una descrizione delle onorificenze e dei monumenti di gloria concessi ai grandi uomini, sia antichi che moderni, vignetta del titolo incisa da Charles-Nicolas Cochin (padre) da dipinti di François Boucher ed incisi da Noël Le Mire per il ritratto del re, Statut pédestre de Louis XV (pour la ville de Valenciennes) di Jacques Saly e Statut équestre de Louis XV di Edmé Bouchardon, su disegni di Martin Marvie, Pierre Patte, Dessaint e Saillant, Parigi, 1765.
- Germain François Poullain de Saint-Foix, Œuvres complètes de M. de Saint-Foix, historiographe des Ordres du Roi, 6 volumi, il primo arricchito da un ritratto in frontespizio inciso da Noël Le Mire su disegno di Claude Pougin de Saint-Aubin, contributo di Clément-Pierre Marillier per gli ornamenti, Veuve Duchesne, Parigi, 1778.
- Jean-Claude Richard de Saint-Non, Voyage pittoresque, ou description des royaumes de Naples et de Sicile, cinque volumi, pubblicati da Jean-Baptiste Delafosse, Parigi, 1781-1786.
- Salomon Gessner, Œuvres, incisioni tratte da Jean-Michel Moreau, pubblicate da Antoine-Augustin Renouard, Parigi, Anno VII (1799)

### Ex-libris
- Bibliothèque Jean-Baptiste Descamps[2]

## Mostre
- Metamorfosi - La collezione d'incisioni di Stanislao Augusto Poniatowski, Museo reale Lazienki, Varsavia, maggio-settembre 2013.

## Musei e collezioni pubbliche

### Francia
- Museo Jean-de-La-Fontaine, Château-Thierry, Racconti e racconti in versi di M. di La Fontaine.
- Museo-Biblioteca François-Pétrarque, Fontaine-de-Vaucluse, Laura in medaglione[14].
- Museo delle Belle Arti di Orléans, Decollazione di San Giovanni Battista, su disegno di Antoine Borel da Guido Reni .
- Biblioteca Nazionale di Francia, Parigi.
- Scuola nazionale di belle arti, Parigi.
- Museo Carnavalet, Parigi, L'erborista Jean-Jacques Rousseau[15], La sognatrice[16], La lattaia[17], Ritratto di Luigi XVI.
- Museo del Louvre, Parigi, Monumenti eretti in Francia alla gloria di Luigi XV da Pierre Patte, 1765 .
- Museo Nazionale dell'Educazione, Rouen, Claire, Claire! I bambini cantano di notte quando hanno paura!, da Hubert-François Gravelot.
- Reggia di Versailles, Ritratto di Mademoiselle Clairon da Hubert-François Gravelot, ex collezione del re Luigi Filippo I[18].

### Paesi Bassi
- Rijksmuseum, Amsterdam, Il grande porto olandese, da Hendrik van Minderhout.

### Polonia
- Museo Nazionale di Varsavia, La Torta dei Re, da Jean-Michel Moreau[19].
- Museo reale Lazienki, Varsavia, Venere piange il suo caro Adone (Le Metamorfosi), da François Boucher[20]; La torta dei re, da Jean-Michel Moreau[21].

### Regno Unito
- Maniero di Waddesdon, Buckinghamshire.
- British Museum, Londra, Veduta del Vesuvio com'era nel 1757, da Charles François Lacroix de Marseille, 1762.
- Victoria and Albert Museum, Londra, La morte di Lucrezia, da Andrea del Sarto[22].

### Stati Uniti
- Boston Athenæum, Boston, Ritratti di Lafayette e George Washington, da Jean-Baptiste Le Paon.
- Museum of Fine Arts, Boston, Opere di Salomon Gessner, 1799.
- Fogg Art Museum, Cambridge[23].
- Yale Center for British Art, New Haven, Viaggio pittoresco o descrizione dei regni di Napoli e di Sicilia, di Jean-Claude Richard de Saint-Non.
- Metropolitan Museum of Art, New York, George Washington, da Jean-Baptiste Le Paon.
- Morgan Library and Museum, New York, Il primo bacio d'amore, da Jean-Michel Moreau[24].
- Biblioteca del Congresso, Washington, Ritratti di Lafayette e George Washington, da Jean-Baptiste Le Paon[25].
- Galleria Nazionale d'Arte, Washington, Pigmalione (Le Metamorfosi).
- Clark Art Institute, Williamstown, La paura, da Jean-Baptiste Le Prince.

### Svizzera
- Biblioteca di Ginevra, Collezione completa delle opere di J.-J. Rousseau, cittadino di Ginevra.

## Collezioni private
- Johann Georg Wille[26].
- Charles van Hulthem[27].